# 阿利亚尔托斯-塞斯皮艾
阿利亚尔托斯-塞斯皮艾（希臘語：Αλίαρτος-Θεσπιές）是希腊中希臘大區维奥蒂亚专区的市镇，行政中心为阿利亚尔托斯镇。市镇面积为256.507平方公里，2021年人口数量为8,774人。
此市镇设立于2011年地方政府改革中，由原两个市镇（阿利亚尔托斯和塞斯皮艾）合并而成，原市镇则成为此市镇的两个市区。